# 集団自殺
集団自殺（しゅうだんじさつ）とは、複数の人間もしくは動物が1箇所もしくは数箇所で、連携をとって一つの共同意思において自殺もしくは、複数の同意殺人が行われることをいう。
集団自決とはニュアンスが異なるが、過去の出来事・事件の中にも、「集団自殺」「集団自決」の両方の語彙が使われるものもある。

## 概要
日本では「自殺系サイト」と呼ばれるウェブサイトを起点に、全国各地から集まった者が練炭により一酸化炭素ガス中毒で集団自殺を図る事例が2003年ごろから多発し社会問題となった。また太平洋戦争などにおいて、戦地から脱出できない一般市民や、戦闘能力を喪失した軍人や傷病兵らの集団での自殺を集団自決と呼ぶが、原因において議論がある。また、オーストラリアでは、日本人捕虜が射殺される目的で、収容所から集団で脱走をおこなった事件が自決目的といわれている。
家族や恋愛関係にある男女が同意の上で揃って自殺を図る場合は心中と言い、集団自殺とは分けられることが多い。一方、日本の場合は同意を得ないで他者を巻き込む「無理心中」も自殺の一種として扱う場合があるが、同意が無い場合は殺人となり、特に幼児や年少者など、死の意味の理解できない者については、同意を得ていたとしても、それは無効である。また、前述の日本で社会問題となった各種事件の一部には、家族関係・恋愛関係がないにもかかわらず心中に近い要因のものもあり、大規模な場合には、宗教的な思想や団体（カルト教団）が関与している場合もある。
日本、アメリカ、ドイツ、フランス、イタリア、ロシア連邦などや、イスラム法系国家以外の多くの国で、集団自殺や心中を行った者は、その関与の度合いや役割により殺人罪・自殺関与・自殺幇助等により刑事罰の対象になる場合がある。

## 集団自殺・自決の例
- 70年 - マサダ要塞の集団自決（約960人）
- 1333年 - 東勝寺合戦における北条高時ら北条氏一族の自決（約900人）
- 1866年 - クレタ島・アルカディ修道院における、オスマン帝国軍の侵入を前にした婦女子の集団自決
- 1868年 - 白虎隊（20人、うち1人は蘇生）
- 1937年 - 死のう団事件（5人が自殺未遂）
- 1943年 - 1945年 - 第二次大戦において日本軍民に特攻、自決相次ぐ
- 1945年 - 沖縄戦における集団自決（約1000人）
- 1978年11月 - ガイアナで起きた人民寺院事件（約900人）
- 1985年9月 - フィリピン、ダバオ市付近の山間集落で起きたアタ族の集団自殺事件（69人）
- 1986年11月 - 和歌山県で真理の友教会信者集団自殺事件（7人）
- 1987年8月 - 韓国で起きた五大洋集団自殺事件（32人）
- 1993年 - アメリカで起きたブランチ・ダビディアン事件（86人）
- 1997年 - アメリカで起きたヘヴンズ・ゲート事件（39人）
- 2000年3月 - ウガンダで起きた神の十戒復古運動事件（約500人）

## ネットの集団自殺の例
- 2004年10月12日 - 埼玉県秩父郡皆野町で男女7人がワゴン車の中で、また神奈川県横須賀市で女性2人が車の中で、それぞれ練炭を使って自殺しているのが発見された[2][3]。自殺系サイトで知り合い、双方の自殺者の間でも接点があったものと見られている[14][15]。

## 集団自殺を扱った作品
- 自殺サークル（映画:2002年） 監督：園子温　出演:石橋凌、永瀬正敏、さとう珠緒
- 自殺マニュアル（映画:2002年） 監督:福谷修　出演:泉川理恵、森下千里
- グローウィン グローウィン（映画:2002年）　監督:堀江慶　出演:戸田昌宏、村島リョウ
- 生きない（映画:1998年）　監督:清水浩 出演:ダンカン、大河内奈々子
- 退魔録（映画:2000年,韓国）　監督:パク・クァンチュン
- モジャ公「自殺集団」（漫画） 作：藤子・F・不二雄
- ひぐらしのなく頃に 宵越し編（漫画） 原作：竜騎士07　作画：みもり
- 集団自殺ネット（映画:2004年）
- 新・科捜研の女スペシャル（2004年）
- 相棒season13 第10話「ストレイシープ」（2015年）
- 十二人の死にたい子どもたち（小説:2016年） 作：冲方丁

## 動物による集団自殺
- 人間以外では、レミングが集団で自ら水に飛び込み溺死する事象が有名で、動物の集団自殺の例とされることがあるが、これは誤りであり、人間以外の動物は自殺しないとされている。詳しくはレミングのページを参照。
- 沿岸部でクジラの群れが砂浜に乗り上げ、集団で死ぬ原因については、これらの場合ほとんどが母子などの血縁関係にある集団のクジラでみられる傾向であり、一頭が湾岸部に迷いこみ進路を誤って乗り上げる（その原因は寄生虫、磁気異常など諸説ある）とそれに随伴していたクジラがその場を去らないことから、次々に乗り上げるとされている。座礁鯨を参照。
- クジラの集団座礁に類する例としては、バッファローの集団転落死が挙げられる。バッファローは前方の視界が悪い為、集団行動時に先頭の一頭が崖バタへ追い立てられたり誘導されたりすると、連動的に並走や追走をしてしまい、図らずもそのまま死線を踏み越え、結果として連鎖的な集団投身が起きてしまうというものである。カナダの先住民族はこの性質を利用して、効率的にバッファロー狩りを行なっていた。